# Amarasi (Distrikt)
Amarasi ist ein indonesischer Distrikt (Kecamatan) im Westen der Insel Timor.

## Geographie
| „Dorf“ (Desa) | Verwaltungssitz | Fläche    | Einwohner | Bevölkerungs- dichte |
| ------------- | --------------- | --------- | --------- | -------------------- |
| Oesana        | Oesana          | 11,91 km² | 1475      | 123,85               |
| Nonbes        | Nonbes          | 42,52 km² | 3504      | 82,41                |
| Ponain        | Ponain          | 19,14 km² | 2276      | 118,91               |
| Tesbatan      | Tesbatan        | 10,53 km² | 1453      | 137,99               |
| Kotabes       | Kotabes         | 12,66 km² | 2173      | 171,64               |
| Apren         | Apren           | 8,98 km²  | 1923      | 214,14               |
| Oenoni        | Oenoni          | 27,18 km² | 1452      | 53,42                |
| Tesbatan II   | Tesbatan II     | 8,58 km²  | 1322      | 154,08               |
| Oenoni II     | Oenoni II       | 13,59 km² | 1340      | 98,6                 |

Der Distrikt befindet sich im Süden des Regierungsbezirks Kupang der Provinz Ost-Nusa-Tenggara (Nusa Tenggara Timur). Nördlich liegen die Distrikte Ostkupang (Kupang Timur) und Amabi Oefeto, östlich Ostamarasi (Amarasi Timur), südlich Südamarasi (Amarasi Selatan) und westlich Westamarasi (Amarasi Barat) und Taebenu.
Amarasi hat eine Fläche von 155,09 km² und teilt sich in die neun Desa Oesana, Nonbes, Ponain, Tesbatan, Kotabes, Apren, Oenoni, Tesbatan II und Oenoni II. Der Verwaltungssitz befindet sich in Nonbes.  Das Territorium liegt in einer Meereshöhe von etwa 200 m bis 550 m. Das tropische Klima teilt sich, wie sonst auch auf Timor, in eine Regen- und eine Trockenzeit. Die Landschaft besteht aus Hügeln und Grasland, auf dem Bambus, Kokospalmen und andere Bäume wachsen.

## Einwohner
2017 lebten in Amarasi 16.918 Einwohner. 8582 waren Männer, 8336 Frauen. Die Bevölkerungsdichte lag bei 109,09 Personen pro Quadratkilometer. 1282 Personen bekannten sich zum katholischen Glauben, 14.660 waren Protestanten, 646 Personen muslimischen Glaubens und zehn Hindu. Im Distrikt gab es sieben katholische und 47 protestantische Kirchen sowie zwei Moscheen.

## Geschichte

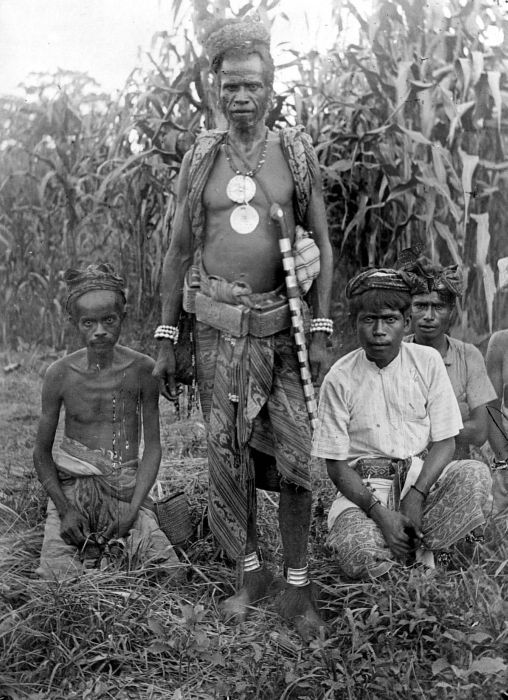
Ein Meo und Priester in Oekabiti, Nonbes

Amarasi war ein historisches Reich in der Region. Die Residenz des Rajas liegt in Baun, im benachbarten Distrikt Westamarasi.

## Wirtschaft, Infrastruktur und Verkehr
Die meisten Einwohner des Distrikts leben von der Landwirtschaft. Als Haustiere werden Rinder (17.920), Pferde (198), Büffel (15), Schweine (14.902), Ziegen (6.416), Schafe (2), Hühner (40.838) und Enten (63) gehalten. Auf 2901,9 Hektar wird Mais angebaut, auf 140,7 Hektar Reis, auf 543 Hektar Maniok, auf 5 Hektar Süßkartoffeln und auf 15 Hektar Erdnüsse.
Daneben erntet man Rote Zwiebeln, Knoblauch, Senf, Tomaten, Bohnen, Gurken, Orangen, Bananen, Mango, Papaya, Jackfrucht, Avocado, Ananas, Stachelannonen, Wassermelonen, Kokosnüsse, Kakao, Kapok, Lichtnüsse, Arecanüsse, Kaffee, Cashewnüsse, Muskatnüsse und Tabak.
In Amarasi gibt es elf Kindergärten, 20 Grundschulen, zwölf Mittelschulen und sieben weiterführende Schule. Zur medizinischen Versorgung stehen ein kommunales Gesundheitszentrum (Puskesmas) in Nonbes und acht medizinische Versorgungszentren (Puskesmas Pembantu) zur Verfügung. Drei Ärzte, neun Hebammen und acht Krankenschwestern arbeiten im Distrikt.
49,4 Kilometer Straßen sind asphaltiert. Mit Kies sind 77,5 Kilometer Straßen bedeckt. Einfache Lehmpisten im Distrikt haben eine Länge von 84,5 Kilometer. Der öffentliche Verkehr wird betrieben durch vier Kleinbusse, 66 Pick-Ups, 29 Lastwagen und 99 Motorrädern und ein anderes Fahrzeug.